# Primeira Divisão 1942-43
La Primeira Divisão 1942/43 fue la novena edición de la máxima categoría de fútbol en Portugal. Benfica ganó su quinto título.

## Tabla de posiciones
| Pos. | Equipo               | Pts. | PJ | G  | E | P  | GF | GC | Dif. | Clasificación   |
| ---- | -------------------- | ---- | -- | -- | - | -- | -- | -- | ---- | --------------- |
| 1    | Benfica (C)          | 30   | 18 | 15 | 0 | 3  | 74 | 38 | +36  | Campeón de Liga |
| 2    | Sporting CP          | 29   | 18 | 14 | 1 | 3  | 66 | 37 | +29  |                 |
| 3    | Belenenses           | 28   | 18 | 14 | 0 | 4  | 78 | 20 | +58  |                 |
| 4    | Unidos do Lisboa     | 20   | 18 | 9  | 2 | 7  | 70 | 46 | +24  |                 |
| 5    | Olhanense            | 18   | 18 | 8  | 2 | 8  | 44 | 48 | −4   |                 |
| 6    | Académica de Coimbra | 14   | 18 | 6  | 2 | 10 | 54 | 60 | −6   |                 |
| 7    | Porto                | 14   | 18 | 5  | 4 | 9  | 40 | 56 | −16  |                 |
| 8    | Vitória Guimarães    | 14   | 18 | 6  | 2 | 10 | 48 | 76 | −28  |                 |
| 9    | Unidos do Barreiro   | 11   | 18 | 5  | 1 | 12 | 46 | 77 | −31  |                 |
| 10   | Leixões              | 2    | 18 | 0  | 2 | 16 | 19 | 81 | −62  |                 |

 Fuente: RSSSF
|                              |
| Campeón SL Benfica 5° título |

## Resultados
| Local \ Visitante    | ACC | BEL | BEN | LEI | OLA | POR  | SCP | UNB | UNL | VGU  |
| -------------------- | --- | --- | --- | --- | --- | ---- | --- | --- | --- | ---- |
| Académica de Coimbra | —   | 2–4 | 3–4 | 8–2 | 2–6 | 5–2  | 2–7 | 7–2 | 2–3 | 4–0  |
| Belenenses           | 2–0 | —   | 5–2 | 5–0 | 8–0 | 4–0  | 5–0 | 5–2 | 2–0 | 12–0 |
| Benfica              | 6–2 | 4–2 | —   | 3–0 | 3–1 | 12–2 | 2–1 | 7–1 | 5–2 | 8–3  |
| Leixões              | 2–2 | 2–4 | 2–4 | —   | 0–0 | 0–4  | 0–4 | 1–6 | 0–1 | 2–6  |
| Olhanense            | 5–2 | 0–4 | 0–1 | 4–1 | —   | 3–0  | 1–3 | 5–1 | 4–3 | 4–3  |
| Porto                | 1–1 | 3–1 | 2–4 | 5–1 | 3–2 | —    | 2–2 | 3–4 | 2–6 | 6–2  |
| Sporting CP          | 2–4 | 2–1 | 3–2 | 4–3 | 5–1 | 5–2  | —   | 5–1 | 4–3 | 4–1  |
| Unidos do Barreiro   | 4–2 | 0–8 | 2–3 | 6–0 | 4–5 | 1–1  | 3–7 | —   | 2–4 | 1–3  |
| Unidos do Lisboa     | 7–4 | 0–5 | 2–3 | 8–2 | 2–0 | 0–0  | 2–4 | 9–3 | —   | 14–0 |
| Vitória Guimarães    | 1–2 | 3–1 | 5–1 | 7–1 | 3–3 | 3–2  | 2–4 | 2–3 | 4–4 | —    |